# Chevrolet Deluxe (1941-1942)
 (janvier 2020).
Si vous disposez d'ouvrages ou d'articles de référence ou si vous connaissez des sites web de qualité traitant du thème abordé ici, merci de compléter l'article en donnant les références utiles à sa vérifiabilité et en les liant à la section « Notes et références ».
La Chevrolet Deluxe est une ligne de finition d’automobiles Chevrolet, commercialisée en 1941 et 1942. La Deluxe de 1941 était la première génération à ne pas avoir une apparence commune avec les pick-up Chevrolet, bien que le pick-up Chevrolet AK Series partage des composants internes communs.
La gamme Deluxe est composé de 2 modèles : les Master (bas de gamme) et les Special (milieu de gamme). La gamme est complétée par les Fleetline et Fleetline Aerosedan (haut de gamme). 
La série originale est produite en 1941 et 1942. En 1946, les Deluxes sont renommées Chevrolet Stylemaster et Fleetmaster. De 1949 à 1952, des nouveaux styles sont créés et vendus sous le nom Chevrolet Styleline (Special ou Deluxe).

## Caractéristiques
En 1941 et 1942, les Deluxes sont équipées d'un moteur à 6 cylindres en ligne Victory Six (3 540 cm3) de 90 ch pour 3 300 tr/min. En 1947 le moteur sera légèrement modifié pour fournir une puissance de 90 ch. La transmission est une synchronisation manuelle à trois vitesses, avec assistance par le vide, grâce à laquelle une légère pression sur le levier de vitesses à trois arbres réalise un changement de rapport. La troisième vitesse est en prise directe, ce qui signifie que l'entrée et la sortie ont des vitesses égales; la connexion à l’extrémité arrière du troisième élément se faisant via un arbre de transmission « à tube de torsion » fermé. L’overdrive est une option rare. 
Les freins sont hydrauliques à tambours sur toutes les roues avec le maître-cylindre situé sous le conducteur. Les amortisseurs sont de type à levier. Le pare-brise est constitué de deux éléments de verre plat avec montant central. Les essuie-glaces sont actionnés par moteur à vide. 

## Style

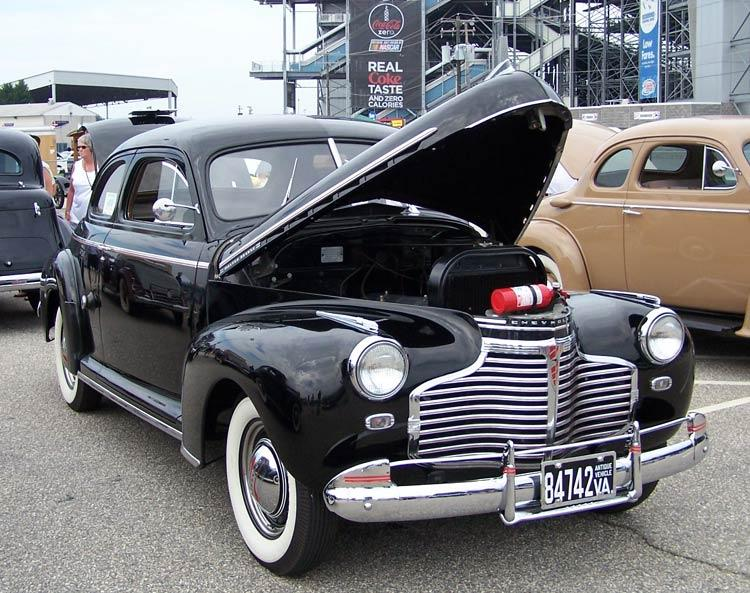
Coupé, en version 1941.

L’extérieur arbore des courbes douces avec des garnitures chromées et en acier inoxydable. Les pare-chocs avant et arrière ont des embouts chromés en option, un élément d’habillage qui se boulonne aux extrémités du pare-chocs d’origine et le pare-chocs arrière dispose, en option, d’un protecteur de pare-chocs central devant être dégagé pour que le couvercle du coffre puisse être soulevé. Bien que ce ne soit pas une option Chevrolet, beaucoup d’entre-elles arborent au-dessus du pare-brise un pare-soleil, dû à des accessoiristes, protégeant le conducteur des reflets du tableau de bord métallique.
La carrosserie élargie permet d’asseoir de front trois personnes; les cabriolets et coupés affichant donc cinq places contre quatre auparavant. L’intérieur dispose des banquettes en tissu et un tableau de bord en métal, parfois avec un motif imitant le bois. La radio, de type tube à vide mono avec haut-parleur intégré est disposé à la gauche du le bouton d'accélérateur, marqué «T» et à droite du bouton du starter. Une horloge de 7 jours à remontage manuel est intégrée à la porte de la boîte à gants sur les Special Deluxe.
Les Chevrolets de 1941 ont été dessinées pour ressembler fortement aux luxueuses Buick contemporaines; celles de 1942 introduisent une grille plus élancées et des ailes se avant prolongeant sur les portières.

## Genèse
La Chevrolet Master est une gamme de modèles, fort populaire, produite par Chevrolet en de nombreuses versions de 1933 à 1942. Juste en 1936, la Master est un modèle haut de gamme, au-dessus des Chevrolet Standard. De 1937 à 1940, la Master (puis Master 85) devient le nom du modèle bas de gamme remplaçant la Standard, en dessous des Master Deluxe, apparues en 1935, puis des Special Deluxe, créées en 1939 tandis que les Master Deluxe descendaient de gamme. 

## 1941-1942
En 1941, la Master Deluxe et la Special Deluxe, introduisent un nouveau châssis d’un empattement de 116 pouces (2,946 m) et une carrosserie plus large, une nouvelle suspension, une calandre révisée et les phares intégrés aux ailes,. La Special avait des sièges plus raffinés que la Master, des accoudoirs dans les portes et une instrumentation complète. Le moteur à six cylindres en ligne passe à 90 ch grâce à un meilleur taux de compression tandis que les pompes et pistons garantissent une marche plus stable.
Les modèles de 1942 introduisent une large grille moins haute, assez proche de celle d'après-guerre. La radio à recherche de signaux est devenue une option. Le 1er février 1942, la production d’automobiles civile s'arrête pour consacrer les usines à production véhicules militaires ; les dernières sortant d’usine début février 1942.

### Production
L’année 1941 est une bonne année avec 406 863 Master Deluxe et 567 951 Special Deluxe produites, soit près d’un million d'automobiles sans compter les 34 162 berlines Fleetline. Cela correspond à une augmentation de 26% par rapport aux totaux de l'année précédente. Les berlines deux portes sont la version la plus produite (~440 000 exemplaires) devant les coupés clus avec banquette arrière et devant les quatre portes. Le modèle le plus rare (2 045 exemplaires) et le plus cher (995 $) est le break Woody. À titre de comparaison, les cabriolets sont huit fois plus nombreux.
L'année-modèle 1942, qui commence en septembre 1941 sera écourtée en février 1942 par l’entrée en guerre des États-Unis mettant fin à toute production d'automobiles. Durant cet intervalle, 81 496 Master Deluxe et 97 004 Special Deluxe ont pu être produites, ainsi que 76 385 Fleetline. Une partie étant directement reversée aux administrations fédérales. Celles produites à partir de fin décembre étaient dépourvues de chromes et décorations en inox (remplacées par de l'acier et/ou recouvertes de peinture assortie à la carrosserie) surnommées blackout, elles sont aujourd'hui une version rare et recherchée.

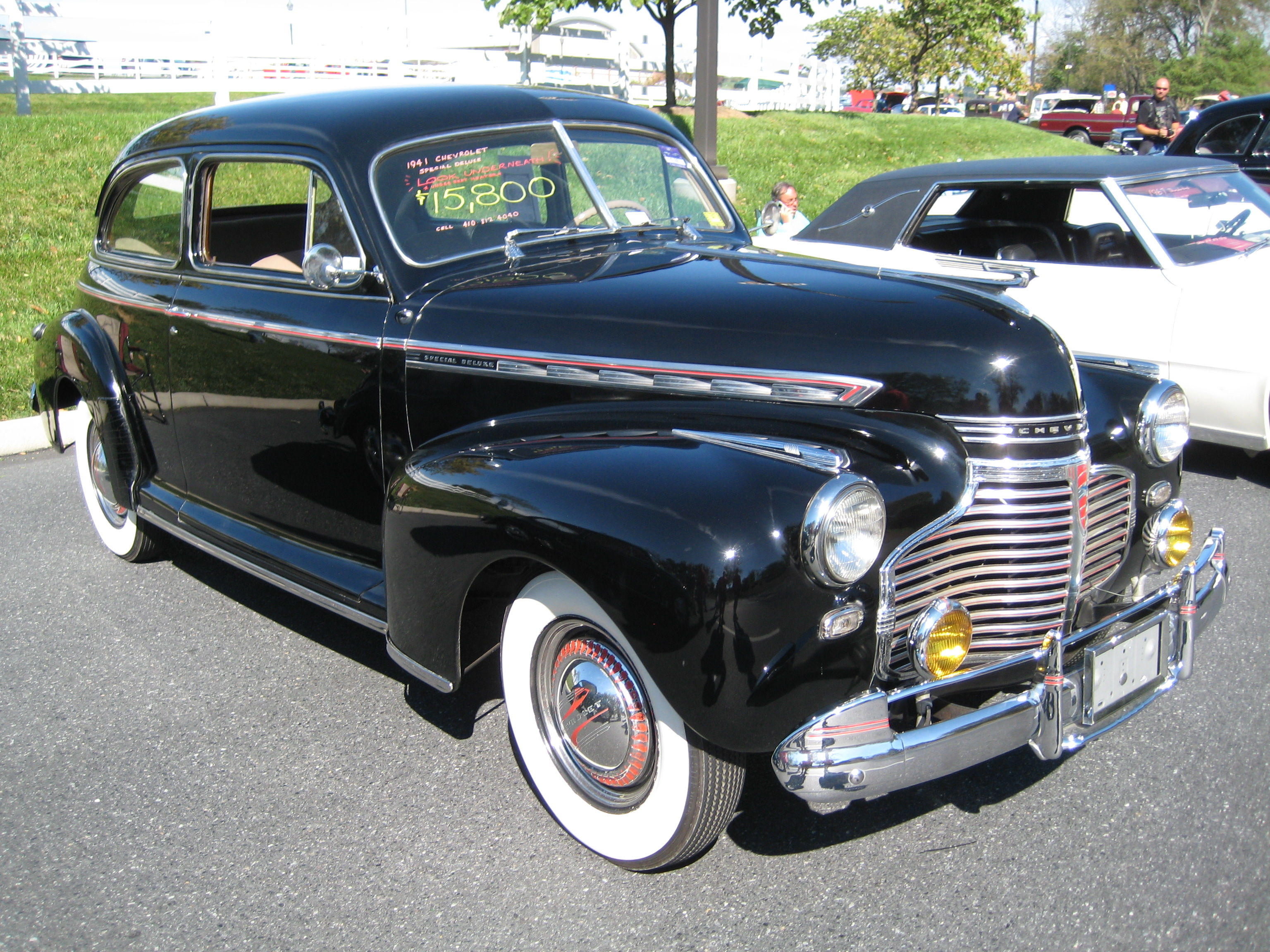
Deux portes de 1941.
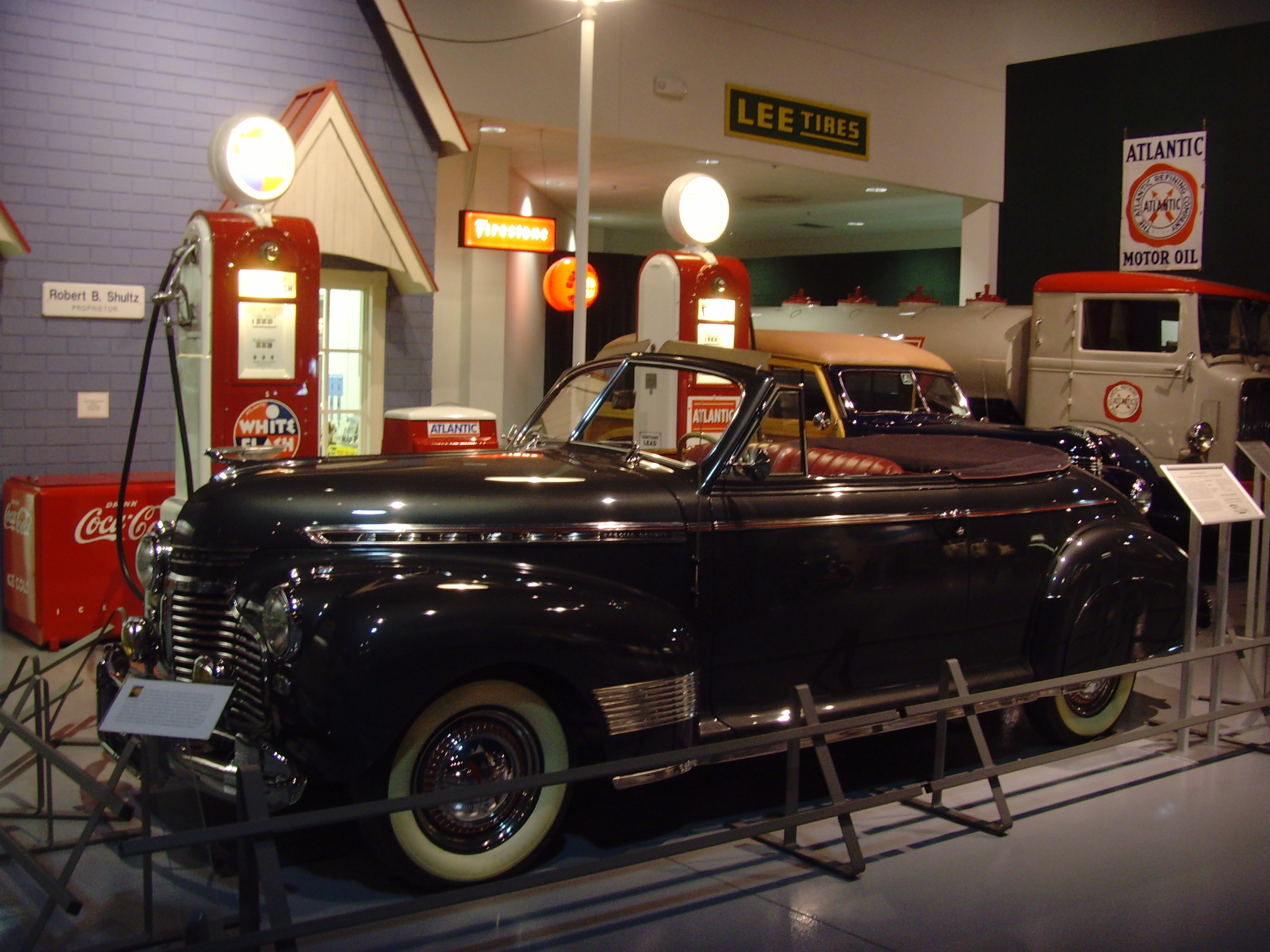
Décapotable de 1941.
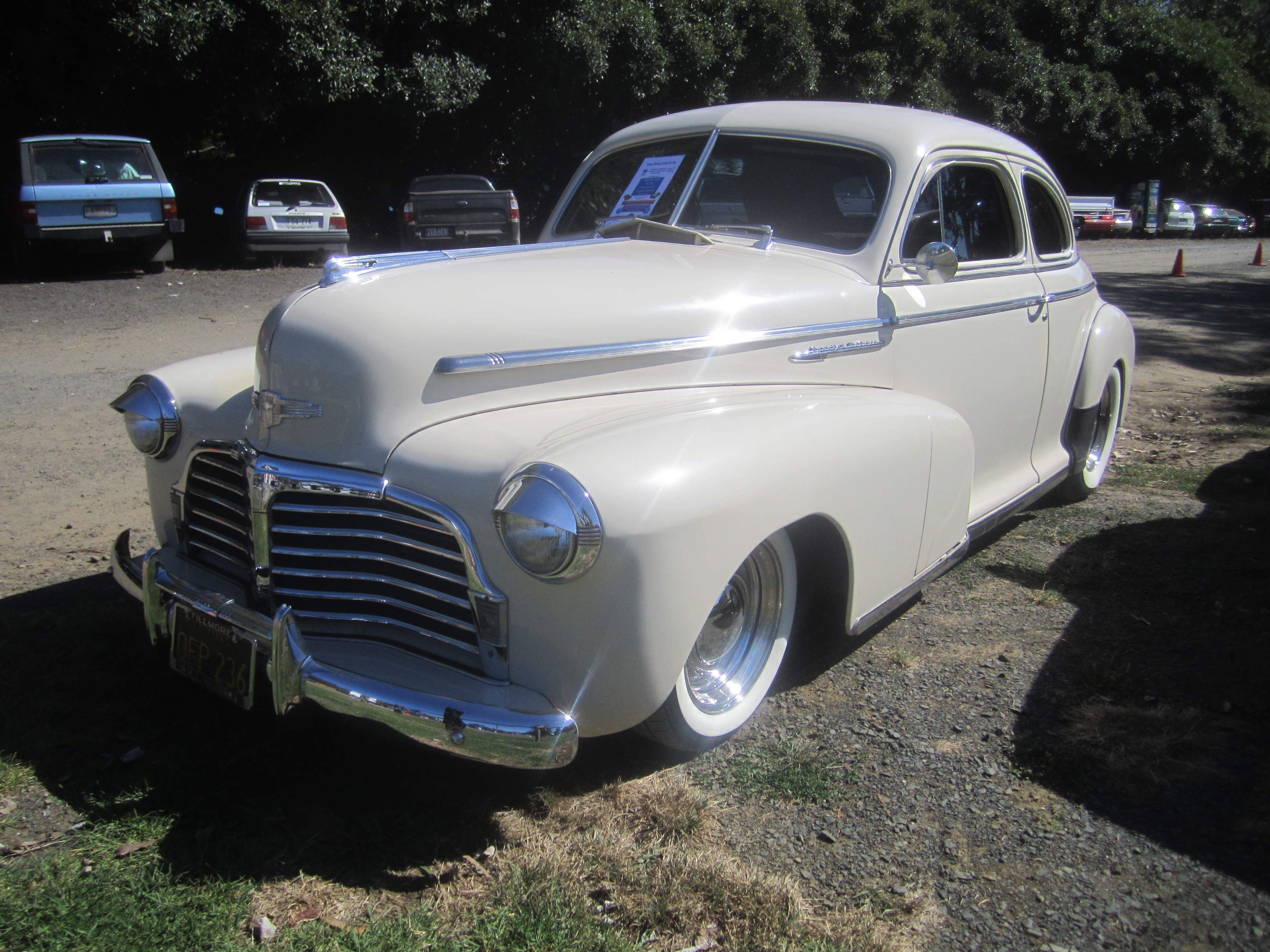
Coupé Special Deluxe de 1942.
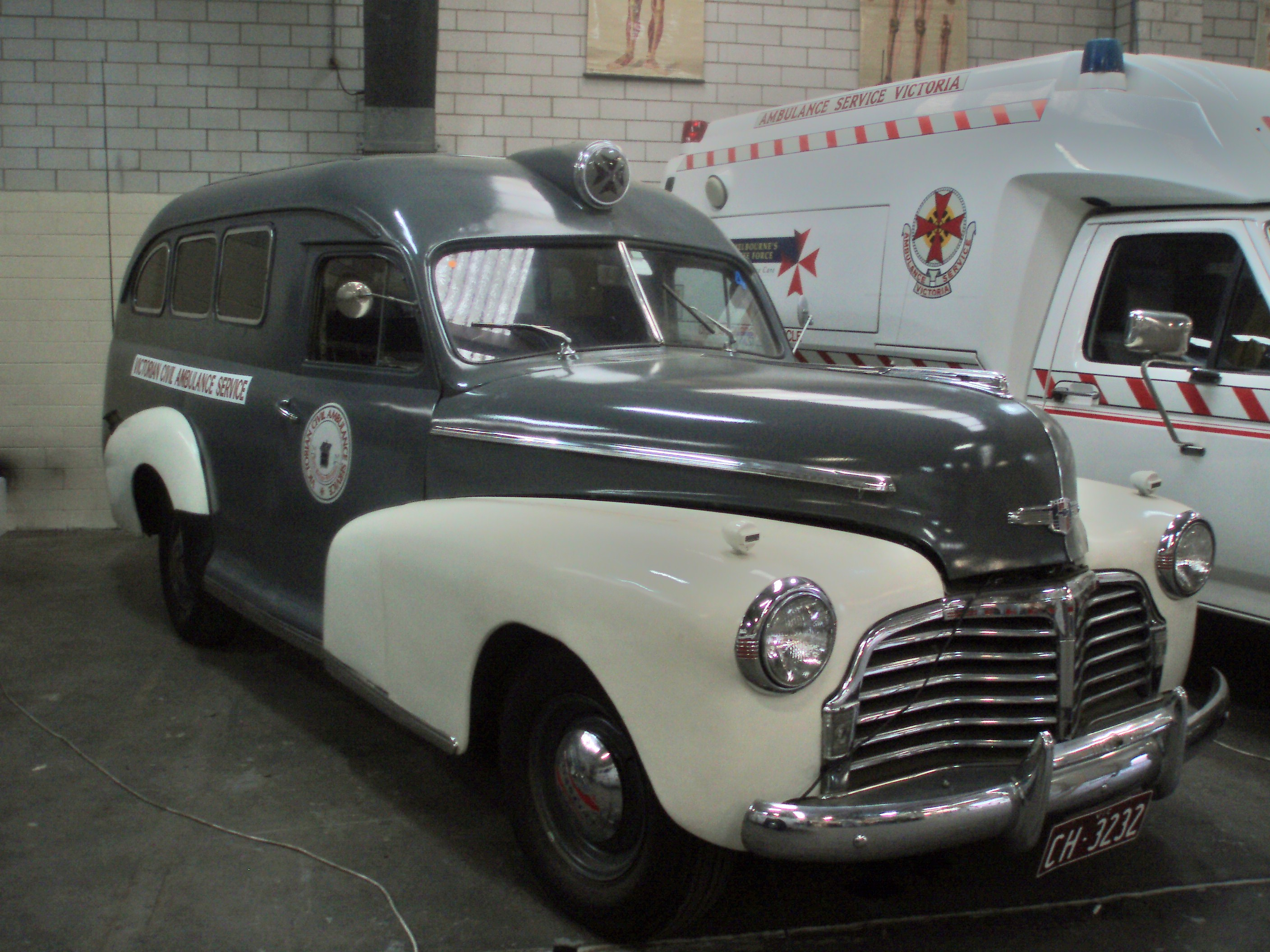
Ambulance australienne sur châssis d’automobile Chevrolet.

## 1946-1948
Pour l’année modèle 1946, elles ont été changées en Stylemaster et Fleetmaster y compris en Australie où la production des berlines se poursuit avec une carrosserie d’avant-guerre, en arrière de la cloison moteur.

## Marchés internationaux
Australie
L'assemblage australien a été entrepris par General Motors-Holden's Ltd pour la berline à quatre portes en finition Special ainsi qu’une variante utilitaire coupé-pickup à deux portes conçue localement.